# The Spirit Indestructible
The Spirit Indestructible är ett studioalbum av den kanadensiska sångaren Nelly Furtado. Det gavs ut den 14 september 2012 och innehåller 12 låtar.

## Låtlista
| Nr  | Titel                         | Längd |
| --- | ----------------------------- | ----- |
| 1.  | Spirit Indestructible         | 4:01  |
| 2.  | Big Hoops (Bigger the Better) | 3:52  |
| 3.  | High Life                     | 4:19  |
| 4.  | Parking Lot                   | 5:25  |
| 5.  | Something                     | 3:35  |
| 6.  | Bucket List                   | 4:22  |
| 7.  | The Most Beautiful Thing      | 3:59  |
| 8.  | Waiting for the Night         | 4:28  |
| 9.  | Miracles                      | 3:26  |
| 10. | Circles                       | 3:51  |
| 11. | Enemy                         | 4:18  |
| 12. | Believers (Arab Spring)       | 4:08  |

## Listplaceringar
| Lista               | Topplacering |
| ------------------- | ------------ |
| Belgien (Flandern)  | 79           |
| Belgien (Vallonien) | 44           |
| Nederländerna       | 41           |
| Schweiz             | 3            |
| Spanien             | 58           |
| Österrike           | 8            |